# Nastrojsjjik
Nastrojsjjik (russisk: Настройщик) er en russisk-ukrainsk spillefilm fra 2004 af Kira Muratova.

## Medvirkende
- Georgij Deliev som Andrej
- Alla Demidova som Anna Sergejevna
- Nina Ruslanova som Ljuba
- Renata Litvinova som Lina
- Sergej Bekhterev